# Eleições legislativas portuguesas de 1995 no distrito de Viseu
| Eleições legislativas portuguesas de 1995 Distritos: Aveiro \| Beja \| Braga \| Bragança \| Castelo Branco \| Coimbra \| Évora \| Faro \| Guarda \| Leiria \| Lisboa \| Portalegre \| Porto \| Santarém \| Setúbal \| Viana do Castelo \| Vila Real \| Viseu \| Açores \| Madeira \| Estrangeiro |

## Resultados por Concelho
Os resultados nos concelhos do Distrito de Viseu foram os seguintes:

### Armamar
| Partido                 | Partido                        | Votos | %               | +/-   |
| ----------------------- | ------------------------------ | ----- | --------------- | ----- |
|                         | Partido Social Democrata       | 2 147 | 49,98 / 100,00  | 20,50 |
|                         | Partido Socialista             | 1 257 | 29,26 / 100,00  | 14,28 |
|                         | Partido Popular                | 512   | 11,92 / 100,00  | 5,83  |
|                         | Coligação Democrática Unitária | 160   | 3,72 / 100,00   | 0,67  |
|                         | Outros                         | 118   | 2,75 / 100,00   |       |
| Votos Inválidos         | Votos Inválidos                | 102   | 2,38 / 100,00   | 0,45  |
| Total                   | Total                          | 4 296 | 100,00 / 100,00 |       |
| Eleitorado/Participação | Eleitorado/Participação        | 7 254 | 59,22 / 100,00  | 2,43  |

### Carregal do Sal
| Partido                 | Partido                        | Votos | %               | +/-     |
| ----------------------- | ------------------------------ | ----- | --------------- | ------- |
|                         | Partido Social Democrata       | 2 785 | 49,33 / 100,00  | 21,77   |
|                         | Partido Socialista             | 1 967 | 34,84 / 100,00  | 16,54   |
|                         | Partido Popular                | 574   | 10,17 / 100,00  | 6,24    |
|                         | Coligação Democrática Unitária | 97    | 1,72 / 100,00   | Estável |
|                         | Outros                         | 84    | 1,49 / 100,00   |         |
| Votos Inválidos         | Votos Inválidos                | 139   | 2,46 / 100,00   | 0,29    |
| Total                   | Total                          | 5 646 | 100,00 / 100,00 |         |
| Eleitorado/Participação | Eleitorado/Participação        | 9 456 | 59,71 / 100,00  | 4,69    |

### Castro Daire
| Partido                 | Partido                        | Votos  | %               | +/-   |
| ----------------------- | ------------------------------ | ------ | --------------- | ----- |
|                         | Partido Social Democrata       | 4 710  | 49,05 / 100,00  | 19,79 |
|                         | Partido Socialista             | 3 221  | 33,54 / 100,00  | 14,63 |
|                         | Partido Popular                | 1 115  | 11,61 / 100,00  | 5,79  |
|                         | Coligação Democrática Unitária | 106    | 1,10 / 100,00   | 0,23  |
|                         | Outros                         | 217    | 2,25 / 100,00   |       |
| Votos Inválidos         | Votos Inválidos                | 234    | 2,44 / 100,00   | 0,20  |
| Total                   | Total                          | 9 603  | 100,00 / 100,00 |       |
| Eleitorado/Participação | Eleitorado/Participação        | 16 092 | 59,68 / 100,00  | 0,09  |

### Cinfães
| Partido                 | Partido                        | Votos  | %               | +/-   |
| ----------------------- | ------------------------------ | ------ | --------------- | ----- |
|                         | Partido Socialista             | 4 438  | 43,55 / 100,00  | 23,33 |
|                         | Partido Social Democrata       | 4 373  | 42,91 / 100,00  | 25,60 |
|                         | Partido Popular                | 758    | 7,44 / 100,00   | 3,58  |
|                         | Coligação Democrática Unitária | 156    | 1,53 / 100,00   | 0,52  |
|                         | Outros                         | 267    | 2,62 / 100,00   |       |
| Votos Inválidos         | Votos Inválidos                | 198    | 1,94 / 100,00   | 0,02  |
| Total                   | Total                          | 10 190 | 100,00 / 100,00 |       |
| Eleitorado/Participação | Eleitorado/Participação        | 18 523 | 55,01 / 100,00  | 5,56  |

### Lamego
| Partido                 | Partido                        | Votos  | %               | +/-   |
| ----------------------- | ------------------------------ | ------ | --------------- | ----- |
|                         | Partido Socialista             | 6 930  | 41,94 / 100,00  | 18,33 |
|                         | Partido Social Democrata       | 6 805  | 41,18 / 100,00  | 21,25 |
|                         | Partido Popular                | 1 660  | 10,05 / 100,00  | 4,24  |
|                         | Coligação Democrática Unitária | 452    | 2,74 / 100,00   | 0,43  |
|                         | Outros                         | 319    | 1,93 / 100,00   |       |
| Votos Inválidos         | Votos Inválidos                | 358    | 2,16 / 100,00   | 0,14  |
| Total                   | Total                          | 16 524 | 100,00 / 100,00 |       |
| Eleitorado/Participação | Eleitorado/Participação        | 26 243 | 62,97 / 100,00  | 3,17  |

### Mangualde
| Partido                 | Partido                        | Votos  | %               | +/-   |
| ----------------------- | ------------------------------ | ------ | --------------- | ----- |
|                         | Partido Socialista             | 4 748  | 43,85 / 100,00  | 14,91 |
|                         | Partido Social Democrata       | 4 464  | 41,23 / 100,00  | 17,94 |
|                         | Partido Popular                | 949    | 8,76 / 100,00   | 4,67  |
|                         | Coligação Democrática Unitária | 213    | 1,97 / 100,00   | 0,23  |
|                         | Outros                         | 205    | 1,89 / 100,00   |       |
| Votos Inválidos         | Votos Inválidos                | 249    | 2,30 / 100,00   | 0,08  |
| Total                   | Total                          | 10 828 | 100,00 / 100,00 |       |
| Eleitorado/Participação | Eleitorado/Participação        | 17 411 | 62,19 / 100,00  | 0,64  |

### Moimenta da Beira
| Partido                 | Partido                        | Votos  | %               | +/-   |
| ----------------------- | ------------------------------ | ------ | --------------- | ----- |
|                         | Partido Social Democrata       | 2 614  | 42,48 / 100,00  | 20,25 |
|                         | Partido Socialista             | 2 390  | 38,84 / 100,00  | 19,61 |
|                         | Partido Popular                | 774    | 12,58 / 100,00  | 2,38  |
|                         | Coligação Democrática Unitária | 142    | 2,31 / 100,00   | 0,66  |
|                         | Outros                         | 106    | 1,72 / 100,00   |       |
| Votos Inválidos         | Votos Inválidos                | 128    | 2,08 / 100,00   | 0,43  |
| Total                   | Total                          | 6 154  | 100,00 / 100,00 |       |
| Eleitorado/Participação | Eleitorado/Participação        | 10 814 | 56,91 / 100,00  | 0,73  |

### Mortágua
| Partido                 | Partido                        | Votos | %               | +/-   |
| ----------------------- | ------------------------------ | ----- | --------------- | ----- |
|                         | Partido Social Democrata       | 2 449 | 45,85 / 100,00  | 17,73 |
|                         | Partido Socialista             | 2 225 | 41,66 / 100,00  | 14,43 |
|                         | Partido Popular                | 308   | 5,77 / 100,00   | 3,21  |
|                         | Coligação Democrática Unitária | 125   | 2,34 / 100,00   | 0,41  |
|                         | Outros                         | 87    | 1,63 / 100,00   |       |
| Votos Inválidos         | Votos Inválidos                | 147   | 2,75 / 100,00   | 0,42  |
| Total                   | Total                          | 5 341 | 100,00 / 100,00 |       |
| Eleitorado/Participação | Eleitorado/Participação        | 9 629 | 55,47 / 100,00  | 1,05  |

### Nelas
| Partido                 | Partido                        | Votos  | %               | +/-   |
| ----------------------- | ------------------------------ | ------ | --------------- | ----- |
|                         | Partido Socialista             | 3 735  | 46,35 / 100,00  | 15,79 |
|                         | Partido Social Democrata       | 3 147  | 39,05 / 100,00  | 18,94 |
|                         | Partido Popular                | 731    | 9,07 / 100,00   | 5,27  |
|                         | Coligação Democrática Unitária | 145    | 1,80 / 100,00   | 0,39  |
|                         | Outros                         | 116    | 1,44 / 100,00   |       |
| Votos Inválidos         | Votos Inválidos                | 185    | 2,30 / 100,00   | 0,02  |
| Total                   | Total                          | 8 059  | 100,00 / 100,00 |       |
| Eleitorado/Participação | Eleitorado/Participação        | 12 898 | 62,48 / 100,00  | 2,34  |

### Oliveira de Frades
| Partido                 | Partido                        | Votos | %               | +/-   |
| ----------------------- | ------------------------------ | ----- | --------------- | ----- |
|                         | Partido Social Democrata       | 3 093 | 50,42 / 100,00  | 18,35 |
|                         | Partido Socialista             | 2 021 | 32,94 / 100,00  | 16,16 |
|                         | Partido Popular                | 679   | 11,07 / 100,00  | 2,79  |
|                         | Coligação Democrática Unitária | 101   | 1,65 / 100,00   | 0,01  |
|                         | Outros                         | 105   | 1,71 / 100,00   |       |
| Votos Inválidos         | Votos Inválidos                | 136   | 2,21 / 100,00   | 0,53  |
| Total                   | Total                          | 6 135 | 100,00 / 100,00 |       |
| Eleitorado/Participação | Eleitorado/Participação        | 8 783 | 69,85 / 100,00  | 2,64  |

### Penalva do Castelo
| Partido                 | Partido                        | Votos | %               | +/-     |
| ----------------------- | ------------------------------ | ----- | --------------- | ------- |
|                         | Partido Social Democrata       | 2 333 | 45,97 / 100,00  | 20,22   |
|                         | Partido Socialista             | 1 947 | 38,36 / 100,00  | 17,51   |
|                         | Partido Popular                | 522   | 10,29 / 100,00  | 4,09    |
|                         | Coligação Democrática Unitária | 62    | 1,22 / 100,00   | Estável |
|                         | Outros                         | 89    | 1,74 / 100,00   |         |
| Votos Inválidos         | Votos Inválidos                | 122   | 2,40 / 100,00   | 0,18    |
| Total                   | Total                          | 5 075 | 100,00 / 100,00 |         |
| Eleitorado/Participação | Eleitorado/Participação        | 8 588 | 59,09 / 100,00  | 1,12    |

### Penedono
| Partido                 | Partido                        | Votos | %               | +/-   |
| ----------------------- | ------------------------------ | ----- | --------------- | ----- |
|                         | Partido Social Democrata       | 843   | 46,47 / 100,00  | 15,44 |
|                         | Partido Socialista             | 659   | 36,33 / 100,00  | 13,52 |
|                         | Partido Popular                | 133   | 7,33 / 100,00   | 2,17  |
|                         | Coligação Democrática Unitária | 56    | 3,09 / 100,00   | 0,14  |
|                         | PCTP/MRPP                      | 20    | 1,10 / 100,00   | 0,26  |
|                         | Outros                         | 35    | 1,94 / 100,00   |       |
| Votos Inválidos         | Votos Inválidos                | 68    | 3,75 / 100,00   | 0,38  |
| Total                   | Total                          | 1 814 | 100,00 / 100,00 |       |
| Eleitorado/Participação | Eleitorado/Participação        | 3 284 | 55,24 / 100,00  | 1,69  |

### Resende
| Partido                 | Partido                        | Votos  | %               | +/-   |
| ----------------------- | ------------------------------ | ------ | --------------- | ----- |
|                         | Partido Social Democrata       | 3 109  | 44,91 / 100,00  | 23,80 |
|                         | Partido Socialista             | 2 868  | 41,43 / 100,00  | 20,51 |
|                         | Partido Popular                | 457    | 6,60 / 100,00   | 3,72  |
|                         | Coligação Democrática Unitária | 108    | 1,56 / 100,00   | 0,14  |
|                         | Outros                         | 176    | 2,54 / 100,00   |       |
| Votos Inválidos         | Votos Inválidos                | 204    | 2,95 / 100,00   | 0,47  |
| Total                   | Total                          | 6 922  | 100,00 / 100,00 |       |
| Eleitorado/Participação | Eleitorado/Participação        | 11 901 | 58,16 / 100,00  | 6,53  |

### Santa Comba Dão
| Partido                 | Partido                        | Votos  | %               | +/-   |
| ----------------------- | ------------------------------ | ------ | --------------- | ----- |
|                         | Partido Social Democrata       | 3 640  | 50,89 / 100,00  | 16,42 |
|                         | Partido Socialista             | 2 451  | 34,27 / 100,00  | 11,78 |
|                         | Partido Popular                | 621    | 8,68 / 100,00   | 5,56  |
|                         | Coligação Democrática Unitária | 91     | 1,27 / 100,00   | 0,30  |
|                         | Outros                         | 132    | 1,85 / 100,00   |       |
| Votos Inválidos         | Votos Inválidos                | 218    | 3,05 / 100,00   | 0,61  |
| Total                   | Total                          | 7 153  | 100,00 / 100,00 |       |
| Eleitorado/Participação | Eleitorado/Participação        | 11 310 | 63,24 / 100,00  | 4,76  |

### São João da Pesqueira
| Partido                 | Partido                        | Votos | %               | +/-   |
| ----------------------- | ------------------------------ | ----- | --------------- | ----- |
|                         | Partido Social Democrata       | 1 836 | 41,67 / 100,00  | 19,24 |
|                         | Partido Socialista             | 1 780 | 40,40 / 100,00  | 16,43 |
|                         | Partido Popular                | 480   | 10,89 / 100,00  | 5,38  |
|                         | Coligação Democrática Unitária | 96    | 2,18 / 100,00   | 0,83  |
|                         | Outros                         | 124   | 2,81 / 100,00   |       |
| Votos Inválidos         | Votos Inválidos                | 90    | 2,04 / 100,00   | 0,48  |
| Total                   | Total                          | 4 406 | 100,00 / 100,00 |       |
| Eleitorado/Participação | Eleitorado/Participação        | 8 014 | 54,98 / 100,00  | 2,20  |

### São Pedro do Sul
| Partido                 | Partido                        | Votos  | %               | +/-   |
| ----------------------- | ------------------------------ | ------ | --------------- | ----- |
|                         | Partido Socialista             | 4 699  | 42,84 / 100,00  | 16,86 |
|                         | Partido Social Democrata       | 4 577  | 41,73 / 100,00  | 18,29 |
|                         | Partido Popular                | 867    | 7,90 / 100,00   | 3,11  |
|                         | Coligação Democrática Unitária | 309    | 2,82 / 100,00   | 0,28  |
|                         | Outros                         | 251    | 2,30 / 100,00   |       |
| Votos Inválidos         | Votos Inválidos                | 265    | 2,42 / 100,00   | 0,18  |
| Total                   | Total                          | 10 968 | 100,00 / 100,00 |       |
| Eleitorado/Participação | Eleitorado/Participação        | 17 582 | 62,38 / 100,00  | 0,92  |

### Sátão
| Partido                 | Partido                  | Votos  | %               | +/-     |
| ----------------------- | ------------------------ | ------ | --------------- | ------- |
|                         | Partido Social Democrata | 3 452  | 48,61 / 100,00  | 17,84   |
|                         | Partido Socialista       | 2 150  | 30,28 / 100,00  | 15,54   |
|                         | Partido Popular          | 1 191  | 16,77 / 100,00  | 3,02    |
|                         | Outros                   | 163    | 2,30 / 100,00   |         |
| Votos Inválidos         | Votos Inválidos          | 145    | 2,04 / 100,00   | 0,09    |
| Total                   | Total                    | 7 101  | 100,00 / 100,00 |         |
| Eleitorado/Participação | Eleitorado/Participação  | 12 026 | 59,05 / 100,00  | Estável |

### Sernancelhe
| Partido                 | Partido                  | Votos | %               | +/-   |
| ----------------------- | ------------------------ | ----- | --------------- | ----- |
|                         | Partido Social Democrata | 1 651 | 43,20 / 100,00  | 20,37 |
|                         | Partido Socialista       | 1 201 | 31,42 / 100,00  | 15,30 |
|                         | Partido Popular          | 779   | 20,38 / 100,00  | 5,62  |
|                         | Outros                   | 99    | 2,58 / 100,00   |       |
| Votos Inválidos         | Votos Inválidos          | 92    | 2,40 / 100,00   | 0,33  |
| Total                   | Total                    | 3 822 | 100,00 / 100,00 |       |
| Eleitorado/Participação | Eleitorado/Participação  | 6 222 | 61,43 / 100,00  | 0,41  |

### Tabuaço
| Partido                 | Partido                        | Votos | %               | +/-   |
| ----------------------- | ------------------------------ | ----- | --------------- | ----- |
|                         | Partido Social Democrata       | 1 784 | 42,31 / 100,00  | 20,03 |
|                         | Partido Socialista             | 1 482 | 35,15 / 100,00  | 15,75 |
|                         | Partido Popular                | 736   | 17,46 / 100,00  | 6,09  |
|                         | Coligação Democrática Unitária | 43    | 1,02 / 100,00   | 0,35  |
|                         | Outros                         | 70    | 1,65 / 100,00   |       |
| Votos Inválidos         | Votos Inválidos                | 101   | 2,40 / 100,00   | 0,56  |
| Total                   | Total                          | 4 216 | 100,00 / 100,00 |       |
| Eleitorado/Participação | Eleitorado/Participação        | 6 684 | 63,08 / 100,00  | 3,84  |

### Tarouca
| Partido                 | Partido                        | Votos | %               | +/-   |
| ----------------------- | ------------------------------ | ----- | --------------- | ----- |
|                         | Partido Social Democrata       | 1 694 | 44,30 / 100,00  | 24,99 |
|                         | Partido Socialista             | 1 320 | 34,52 / 100,00  | 21,00 |
|                         | Partido Popular                | 473   | 12,37 / 100,00  | 5,94  |
|                         | Coligação Democrática Unitária | 130   | 3,40 / 100,00   | 1,16  |
|                         | Outros                         | 109   | 2,86 / 100,00   |       |
| Votos Inválidos         | Votos Inválidos                | 98    | 2,56 / 100,00   | 0,37  |
| Total                   | Total                          | 3 824 | 100,00 / 100,00 |       |
| Eleitorado/Participação | Eleitorado/Participação        | 7 112 | 53,77 / 100,00  | 1,86  |

### Tondela
| Partido                 | Partido                        | Votos  | %               | +/-   |
| ----------------------- | ------------------------------ | ------ | --------------- | ----- |
|                         | Partido Social Democrata       | 9 151  | 48,22 / 100,00  | 19,05 |
|                         | Partido Socialista             | 6 149  | 32,40 / 100,00  | 13,61 |
|                         | Partido Popular                | 2 610  | 13,75 / 100,00  | 6,54  |
|                         | Coligação Democrática Unitária | 299    | 1,58 / 100,00   | 0,04  |
|                         | Outros                         | 332    | 1,76 / 100,00   |       |
| Votos Inválidos         | Votos Inválidos                | 438    | 2,31 / 100,00   | 0,30  |
| Total                   | Total                          | 18 979 | 100,00 / 100,00 |       |
| Eleitorado/Participação | Eleitorado/Participação        | 29 724 | 63,85 / 100,00  | 1,63  |

### Vila Nova de Paiva
| Partido                 | Partido                        | Votos | %               | +/-   |
| ----------------------- | ------------------------------ | ----- | --------------- | ----- |
|                         | Partido Social Democrata       | 1 525 | 47,57 / 100,00  | 18,79 |
|                         | Partido Socialista             | 802   | 25,02 / 100,00  | 10,45 |
|                         | Partido Popular                | 675   | 21,05 / 100,00  | 9,68  |
|                         | Coligação Democrática Unitária | 32    | 1,00 / 100,00   | 0,17  |
|                         | Outros                         | 87    | 2,70 / 100,00   |       |
| Votos Inválidos         | Votos Inválidos                | 85    | 2,65 / 100,00   | 0,80  |
| Total                   | Total                          | 3 206 | 100,00 / 100,00 |       |
| Eleitorado/Participação | Eleitorado/Participação        | 5 546 | 57,81 / 100,00  | 2,63  |

### Viseu
| Partido                 | Partido                        | Votos  | %               | +/-   |
| ----------------------- | ------------------------------ | ------ | --------------- | ----- |
|                         | Partido Social Democrata       | 20 481 | 41,05 / 100,00  | 20,20 |
|                         | Partido Socialista             | 20 381 | 40,85 / 100,00  | 15,80 |
|                         | Partido Popular                | 6 566  | 13,16 / 100,00  | 6,46  |
|                         | Coligação Democrática Unitária | 776    | 1,56 / 100,00   | 0,23  |
|                         | Outros                         | 740    | 1,48 / 100,00   |       |
| Votos Inválidos         | Votos Inválidos                | 954    | 1,91 / 100,00   | 0,07  |
| Total                   | Total                          | 49 898 | 100,00 / 100,00 |       |
| Eleitorado/Participação | Eleitorado/Participação        | 76 563 | 65,17 / 100,00  | 1,16  |

### Vouzela
| Partido                 | Partido                        | Votos  | %               | +/-   |
| ----------------------- | ------------------------------ | ------ | --------------- | ----- |
|                         | Partido Social Democrata       | 3 339  | 48,02 / 100,00  | 20,08 |
|                         | Partido Socialista             | 2 480  | 35,66 / 100,00  | 15,70 |
|                         | Partido Popular                | 721    | 10,37 / 100,00  | 5,49  |
|                         | Coligação Democrática Unitária | 148    | 2,13 / 100,00   | 0,14  |
|                         | Outros                         | 120    | 1,73 / 100,00   |       |
| Votos Inválidos         | Votos Inválidos                | 146    | 2,10 / 100,00   | 0,18  |
| Total                   | Total                          | 6 954  | 100,00 / 100,00 |       |
| Eleitorado/Participação | Eleitorado/Participação        | 10 894 | 63,83 / 100,00  | 1,69  |